# Feiyue
 (juin 2017).
 (novembre 2014).
Feiyue (nom chinois: 飞跃; pinyin: fēi yuè; trad.: voler, traverser) est une entreprise chinoise spécialisée dans les chaussures de sport.
Les produits Feiyue sont distribués dans 20 pays à l’international.

## Signification du nom de la marque
Feiyue, prononcé « fé-yué» en Pinyin: fēi yuè, signifie littéralement « voler, traverser » en chinois - ce sens se retrouve dans le slogan de la marque, « Flying Forward » - et évoque la dualité de l’élévation, que l'on peut aussi traduire plus simplement par « élévation du corps et de l’esprit ». 

### Chronologie
La marque s'implante en Europe en 2005. Elle est reprise en main par une équipe française passionnée de baskets et de culture urbaine. Feiyue connaît alors une série de transformations afin de s'adapter au marché français et étranger. Un travail est mené sur les standards de qualité : forme originelle revue, de nouveaux matériaux sont choisis, dans le but d'obtenir une chaussure qui soit un peu plus robuste et plus esthétique.
La même année, la première collection est lancée en France. La Feiyue LO Classic se décline en trois couleurs : blanc/bleu/rouge, blanc/vert/vert et blanc/marron/orange. Feiyue établit des partenariats avec des artistes pour ses premières collaborations.
En 2007, Feiyue lance Feiyue by Celine en créant une ligne alliant le côté parisien du chausseur Céline à l'esprit sportif de la marque Feiyue.
En 2008  Feiyue développe ses collaborations avec Shin Tanaka (Japon), Stereo panda (France), Steph Cop (France) et NSBQ (Hong Kong).
En 2009, Feiyue produit la 10N28E s'inspirant des années 1990 et reprenant les tendances classiques de la culture sneaker. Elle tire son nom des coordonnées géographiques de Shanghai.
En 2010, de nouvelles collaborations émergent avec les artistes français Frederic Daubal et Steph Cop. La même année, le modèle Delta Mid est lancé. Le nom est choisi pour sa double référence : 4e lettre de l'alphabet grec mais aussi 4e modèle de la marque.
En 2011, Feiyue produit l'A.S (Association sportive) 5e modèle de la marque. L'A.S tire directement son inspiration des sports "indoor" des années 1990.